# Koggenland
Koggenland là một đô thị của Hà Lan. Koggenland thuộc tỉnh Noord-Holland ở nửa phía bắc Hà Lan. Koggenland có diện tích km2, dân số năm 2010 là 20.002 người. Đô thị này được lập ngày 1 tháng 1 năm 2007 khi hai đô thị Obdam và Wester-Koggenland được hợp nhất.